# Yves Potrel
 (novembre 2020).
Yves Potrel, né à Reims en 1950, est un violoncelliste français.

## Biographie
Yves Potrel commence ses études musicales au conservatoire de Reims avec Pierre Penassou avant d'obtenir le premier prix de violoncelle et de musique de chambre au Conservatoire national supérieur de Paris en 1969. Troisième prix du concours Maurice-Maréchal en 1973,[réf. nécessaire] puis lauréat du Concours Rostropovitch en 1977, Yves Potrel est nommé successivement violoncelle solo de l'Orchestre philharmonique des Pays de la Loire puis de l'Orchestre de chambre de Rouen et du théâtre des Arts de 1973 à 1978. Il devient ensuite violoncelle supersoliste de l'Orchestre philharmonique de Montpellier de 1982 à 1991.[réf. nécessaire]
Passionné de musique de chambre, Yves Potrel est lauréat du Concours international de musique de chambre de Genève (1978) et remporte en 1981 le 3e prix du Concours international de Colmar (avec Susan Campbell, piano et Bernard Mauppin, violon). En 1983, il fonde à Montpellier le Quatuor Jean-Marie Leclair (hautbois, flûte, clavecin et violoncelle). Il est également récompensé par le premier prix du Concours International de Musique de Chambre de Paris en 1985 et en 1986 il est lauréat de Présence de la Musique Fondation Yehudi Menuhin.[réf. nécessaire] Yves Potrel est engagé par Emmanuel Krivine en 1991 pour occuper le poste de violoncelle supersoliste à l'orchestre national de Lyon. En 1996[réf. nécessaire], il est nommé professeur de violoncelle au conservatoire à rayonnement régional de Montpellier. Parallèlement à son enseignement, Yves Potrel conduit sa carrière de chambriste (Quatuor à cordes Cellini, Ensemble instrumental Johannes Brahms).[réf. nécessaire]
Yves Potrel est invité régulièrement comme violoncelle soliste à l'Orchestre national du Capitole de Toulouse et participe activement aux enregistrements, disques et tournées de l'orchestre. Yves Potrel est associé à l'Ensemble TM+ (direction Laurent Cuniot), en résidence à Nanterre, qui aborde aussi bien la musique de chambre de Haydn que les Oiseaux exotiques de Messiaen ou Intégrales de Varèse.[réf. nécessaire]